# 거푸집
거푸집(영어: formwork)은 콘크리트 구조물을 일정한 형태나 크기로 만들기 위하여 굳지않은 콘크리트를 부어 넣어 원하는 강도에 도달할 때까지 양생 및 지지하는 가설 구조물이다. 형틀이라고도 한다. 콘크리트, 철근과 더불어 토목, 건축 공사에서 매우 중요한 요소이며, 가설재를 지탱하는 동바리까지 같이 일컫는 말로 쓰이기도 한다.

## 특징
거푸집은 철근 콘크리트 공사 중 공사기간을 결정짓는 주공정으로, 보통 구조체 공사비의 30 ~ 40%, 전체 공사비의 10%를 차지한다. 반면 반복되는 가설공정으로 공법에 따른 변경요인이 크므로, 공사비나 공기 절감의 주요 대상으로 여겨진다.

## 원리
콘크리트는 시멘트, 모래, 자갈, 물과 기타 혼화재 등의 첨가제로 이루어지는데, 콘크리트를 배합하여 타설한 후 일정한 시간이 경과하면 굳게 되는데, 이 때 원하는 모양을 얻기 위해 미리 짜두는 틀을 말한다. 완성된 구조물의 형상이나 치수에 맞도록 설계, 시공하게 된다.

## 구성
거푸집은 보통 굳지않은 콘크리트에 접하는 막음널과 이것을 지지하는 버팀보, 띠장, 긴결재 등으로 되어있다. 콘크리트를 관통하는 철선이나 볼트(나비나사), 폼타이 등을 쓰기도 한다. 막음널에는 미리 박리제를 발라두어 굳은 후 떼어내기 쉽게 하는 경우가 많다. 동바리와 함께 콘크리트 하중을 지탱하게 되며, 굳지않은 콘크리트의 압력이나 진동기, 타설시 충격 등으로 거푸집이 변형되어 콘크리트가 균열하지 않도록 튼튼하게 만들어야 한다.
거푸집 긴결 철물 부족, 동바리 불량에 따른 부등침하, 콘크리트 측압에 따른 거푸집 변형 등에 의해 큰 변형을 일으키면 콘크리트의 소성변형 능력 보다 외력에 의한 변형이 크게되어 균열을 일으킨다.

### 박리제
아래와 같은 목적으로 박리제를 거푸집에 발라둔다.
- 거푸집을 콘크리트에서 떼어내기 용이
- 거푸집 전용 횟수 증가
- 콘크리트가 거푸집에 달라붙어 떨어져 나오는 것 방지

## 거푸집 요구 조건
콘크리트 제품 제작 시 다질 때, 거푸집에 심한 진동을 주거나 높은 압력을 가하거나, 증기 양생 때문에 열 응력을 일으키는 경우가 있고, 여러 번 반복 사용하므로 거푸집은 견고하여야하며 조립과 떼어내기가 용이해야 한다.

## 종류

### 목재 거푸집(=나무거푸집)
만들고자 하는 형상을 자유자재로 만들수 있으므로 예부터 쓰이는 전통적인 재료이다. 콘크리트 구조물 형상에 맞추어 합판과 각재 등을 조립해서 쓴다.

### 유로폼
4"×8", 3"×6" 등 일정한 규격으로 미리 합판 등의 뒷면에 강재 틀을 붙인 거푸집 패널(form panel, 폼판넬)로 만들어 쓴다. 폼판넬은 박리제를 따로 바를 필요가 없도록  일반 합판에 번들거리는 재료를 입힌 코팅합판으로 주로 만든다.

### 대형 판넬 공법
유로폼을 3~4 미터 정도로 조립해서 계속 사용하는 방법으로, 크레인으로 조립하며 발판과 일체형으로 만드는 경우가 많다. 아파트 등 규격화되고 반복적인 구조물 바닥 전용거푸집은 플라잉폼(flying form), 테이블폼(table form)이라고 부른다.

### 테이블 폼
테이블 폼(flying table form)은 바닥 슬래브의 콘크리트를 타설하기 위한 거푸집으로써 거푸집널, 장선, 멍에, 서포트를 일체로 제작 부재화하여 크레인으로 수평 및 수직 이동이 가능한 거푸집이다

### 철제거푸집
철제 거푸집(steel form 스틸폼[*])은 콘크리트를 일정한 형상으로 계속 타설할 경우 유리한 재료이나 상대적으로 무거워 크레인 등 이동 장비로 조립, 해체해야 하는 경우가 많다. 초기 투자비가 비싸나 마감면이 매끈하고 목재보다 강도가 뛰어나 여러번 사용할 수 있고, 띠장이나 긴결재 등이 일체화된 경우도 많아 시공에도 편리하다.

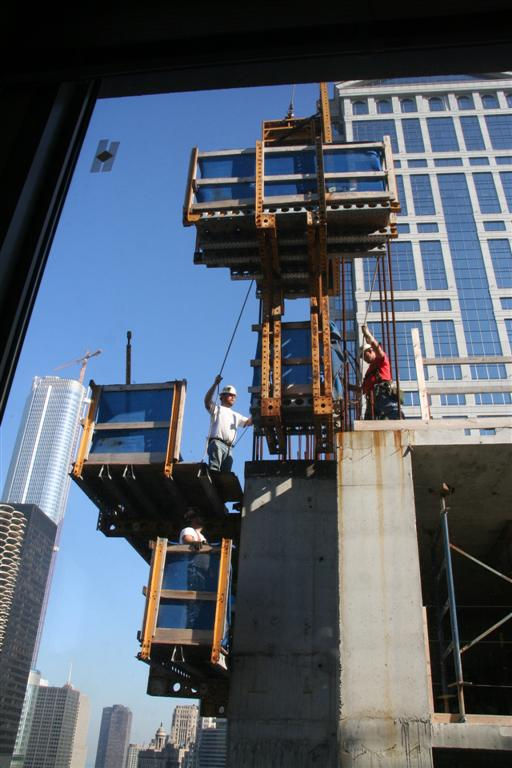
시카고 워터뷰 타워 현장에서 활동거푸집을 철거 중이다

### 갱폼
갱폼(gang form)은 거푸집을 단순화, 대형화하여 조립 분해가 크게 필요없도록 만든 시스템화 거푸집을 말하며, 주로 아파트 외벽에 많이 쓰인다. 작업용 발판용 케이지를 일체로 제작하여 사용하는 대형 거푸집이다.

### 터널폼
터널폼(tunnel form)벽체와 슬래브 거푸집을 일체로 제작 설치할 수 있도록 만든 거푸집이다.

### 활동거푸집
활동거푸집(slipform, sliding form 슬립폼, 슬라이딩폼[*])은 콘크리트 타설 후 일정한 강도가 되면, 유압잭, 요크, 로드 등 기계장비로 거푸집을 이동시켜 연속해서 철근을 조립하여 콘크리트를 계속 타설하는 공법이다. 시공 속도가 빠르고 이음이 없어 수밀성이 높은 구조물을 만들 수 있다. 높은 교각이나 수조 등의 공사에 쓰는 연직방향 이동형과 수로 등에 쓰이는 수평 이동형이 있다.

### 자동상승 거푸집
자동상승 거푸집(self climbing form 크라이밍폼[*])은 거푸집과 비계가 일체로 만들어져 있고, 폼타이 등으로 기 타설한 콘크리트에 지탱하는 방법으로 중앙 크레인을 이용해서 한 단씩 올려 시공하므로 지상부에 비계를 따로 설치 할 필요가 없는 거푸집이다. 갱폼에 비계틀과 마감용 비계를 일체로 제작한 거푸집이다.

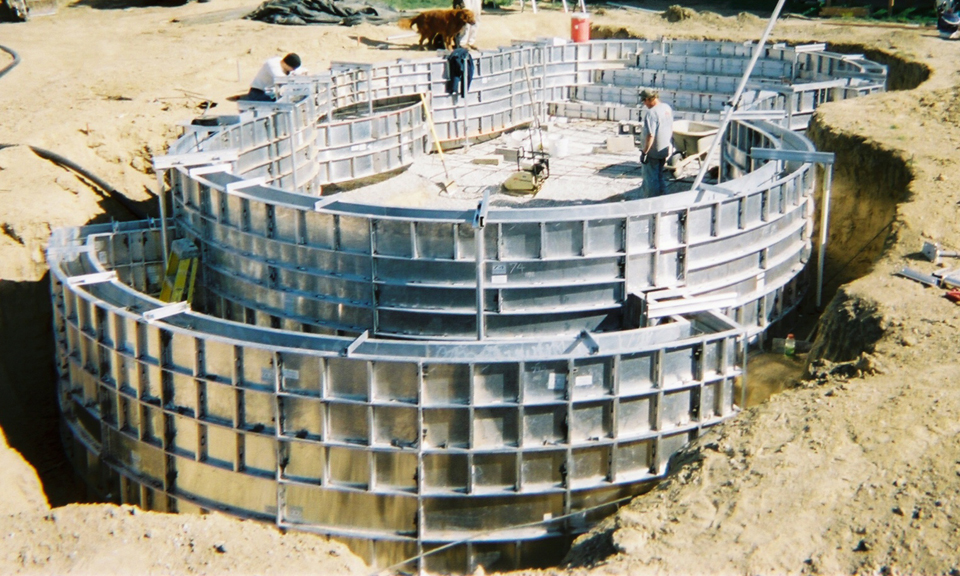
콘크리트 수영장을 만들려고 조립하고 있는 알루미늄 거푸집

### 알폼
재료가 알루미늄으로 만들어진 것은 알폼이라 부르고 고층 아파트 내부에 많이 쓰인다. 콘크리트의 알칼리 성분이 침투하지 않도록 되어있고, 철재보다 가볍고 합판보다 내구성이 좋다.

### 워플폼
워플폼(waffle form)은 무량판구조에 사용되는 특수상자모양의 장선 슬래브의 장선이 직교하는 구조로 된 기성거푸집으로 보통 합성수지나 철판으로 만들며, 장지간 구조물에 많이 쓰인다.

### 콘크리트 구조 일체형 외단열 거푸집
콘크리트 양생 후에도 해체가 필요없도록 단열, 내화재를 콘크리트 구체와 일체화한 거푸집으로 아파트 외벽체용으로 개발되어 있다.

### 기타
철선 보강 플라스틱을 재료를 쓰는 거푸집 등 복합적인 다양한 거푸집이 개발되고 있다.

## 용어
- 막음널, 거푸집널은 거푸집의 일부로써 콘크리트에 직접 접하는 목재나 금속 등의 판류를 말한다.
- 긴결재(form tie 폼타이[*])는 기둥이나 벽체거푸집과 같이 마주보는 거푸집에서 거푸집널을 일정한 간격으로 유지시켜 주는 동시에 콘크리트 측압을 최종적으로 지지하는 역할을 하는 인장부재로 매립형과 관통형이 있다.
- 장선(長線)은 마루 밑을 일정한 간격으로 가로로 대어 마루청을 받치게 된 나무를 말하며, 보통 띠장, 띳장 등으로 부른다.  장선재는 아연 도금제 각형 파이프를 쓰기도 한다.
- 멍에는 동바릿돌 또는 동바리 위에 얹어 마루청을 받치는 나무를 말하며,[2] 장선과 직각방향으로 설치하여 장선을 지지하며 거푸집 간결재나 동바리로 하중을 전달하는 부재이다.[5]

## 같이 보기
- 콘크리트
- 철근
- 동바리
- 비계
- 먹매김